# 高山清司
高山清司（日语：／ Takayama Kiyoshi，1947年9月5日—）是日本黑社会的一员、山口组第六代若頭，也是总部设在爱知县名古屋市的山口组下属弘道会第二代会长。
日本国家警察厅的一份报告称他在短短的26年内创建了一个名为"弘道会"的强大组织，拥有4000人因而十分危险。
在山口组第六代组长司忍被关在府中监狱期间（2005-2011年），他被视为山口组的"事实上的最高领袖"。
据称因刀伤造成的独眼闭合，是他外表的显著特征。

## 出身
出生于爱知县津島市。
20歳时在弘道会的前身弘田組下属佐佐木組任組員。
1975年，高山在弘田組時就认识了司忍并常一起行动。
2005年，司忍顶替被刺杀而死的五代目组长宅見勝出任山口組六代目组长，高山任若頭。
2013年，他任命"心腹小弟"竹内照明担任弘道会第三任会长，同时自任弘道会总裁。

## 私生活
在担任山口组若頭后，仍住在神户市的民宅中。
平日里从早到晚都挤在山口组总部忙碌，周末才回到名古屋。
目前在三重县桑名市有家。
高山家宅位于神户站附近的山坡上，旁边是一栋四层楼高的建筑，入口处有一扇不锈钢防弹门，四面都有监控摄像头，据说是作为高层的住所里面有十几个监控器。
高山的脊椎有慢性病，平日腰部弯曲，行走困难。
2012年11月在京都地方裁判所出庭时内穿了紧身衣来达到昂首挺胸地状态。2019年10月18日出狱时，他被拍到在東海道新幹線品川駅登车，内着紧身衣。

## 2010年入狱
作为警方剿灭山口组计划的一部分，
2010年11月18日高山因为被指控对京都的一位男性建筑业者进行恐吓而被捕。
此时由于司忍仍在服刑，所以这一逮捕被称为警方对山口组实际控制者的历史性逮捕。
仅仅两周后大阪警方又突击逮捕了宅見組組長入江禎。

### 被捕后
被捕后，高山被羁押在京都看守所，但因身体不适，于2012年1月20日至2012年2月20日期间被暂缓执行。同年6月，由京都地方法院批准保释，保释金高达15亿日元。
2013年3月，高山再度被京都地方法院定罪敲诈勒索罪，被判处6年有期徒刑。2014年6月被判入狱，同年12月被关押在府中监狱，2019年10月18日获释。

## 金融制裁
2012年，美国总统奥巴马依照国际紧急经济权力法发布行政命令第13581号
该制裁令同时包括山口組的司忍（篠田建市）、兄弟圈、俄罗斯黑手党、克莫拉、洛斯塞塔斯等。